# Ariel Durant
Pour les articles homonymes, voir Durant.
Ariel Durant est l'autrice et philosophe américaine, née Chaya Kaufman le 10 mai 1898 à Proskourov (aujourd'hui Khmelnytskyï en Ukraine) et décédée le  25 octobre 1981 aux États-Unis.
Elle a émigré à New York en novembre 1901 avec sa mère, trois sœurs et son frère.
Elle s'est mariée à l'âge de 15 ans, en 1913, avec le philosophe américain Will Durant (1885-1981) qui était à l'époque son professeur à la Ferrer Modern School de New York.
On leur doit une Histoire de la Civilisation, un ouvrage en 32 volumes rédigé sur une période de 40 ans.